# Manota calcarata
Manota calcarata är en tvåvingeart som beskrevs av Heikki Hippa 2006. Manota calcarata ingår i släktet Manota och familjen svampmyggor. Inga underarter finns listade i Catalogue of Life.